# Euphorbia mayurnathanii
Euphorbia mayurnathanii — вид трав'янистих рослин з родини молочайні (Euphorbiaceae), вимер в Індії, але вижив у культивуванні.

## Поширення

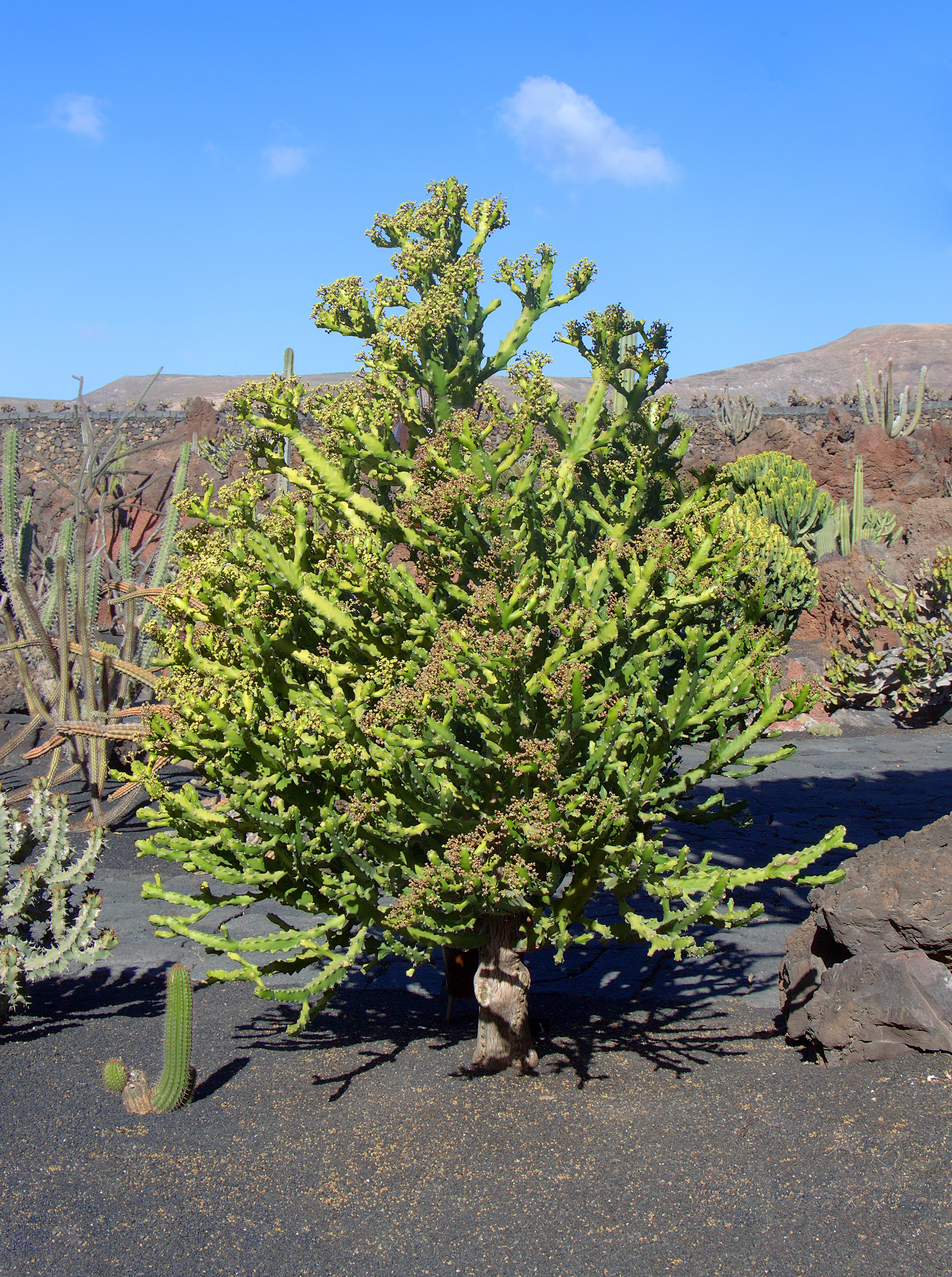

Вимер в Індії. Вид був описаний в 1940 році з трьох старих зразків, що росли на скелястому виступі на східному відрозі пагорба в Палласані. Довколишня рослинність — мусонні ліси, де сукуленти відсутні, крім цього окремого виду. Вважається, що в минулому клімат був сухішим, і цей невеликий залишок раніше ксерофітної спільноти вижив завдяки своєму відкритому сонцю положенню. Ретельні обшуки не змогли нині знайти жодного дикого екземпляра.